# Discovery Science
Discovery Science (dawniej Discovery Sci-Trek) – amerykański telewizyjny kanał tematyczny nadający filmy dokumentalne i programy popularnonaukowe poświęcone szeroko pojętym naukom ścisłym i przyrodniczym.

## Historia i emisja
1 kwietnia 2008 nastąpił rebranding kanału. Stacja otrzymała nowe logo, oprawę graficzną i ramówkę. Kanał należy do amerykańskiej sieci Discovery. W Polsce można go oglądać w polskiej i angielskiej wersji językowej, dostępny jest na platformach cyfrowych i w sieciach kablowych.
Na kanale można znaleźć m.in. programy poświęcone sprawom ekologii i środowiska, katastrofom, współczesnej inżynierii, technologii, jak również popularne serie z gatunku popscience.
Program podzielony jest na pięć bloków tematycznych emitowanych regularnie przez cały tydzień:
- Zjawiska paranormalne – dostarczanie realistycznych wyjaśnień na temat tajemniczych wydarzeń, takich jak pojawienie się UFO
- Kosmos – badanie Wszechświata i odkrywanie naszej fascynacji kosmosem.
- Przełom – przyglądanie się wydarzeniom, które poprzedzały przełomowe odkrycia w nauce.
- Ciało – przybliżanie najnowszych odkryć w technologiach medycznych.
- Planeta – ukazywanie naturalnej brutalności naszej dzikiej planety począwszy od 10-stopniowych burz po ogromne trzęsienia ziemi.

W lutym 2007 roku spółka Discovery Networks uruchomiła lokalną wersję stacji przeznaczoną wyłącznie na polski rynek.

## Wybrane programy
- Brainiac
- Jak to jest zrobione?
- Słoneczne Imperium
- Wszechświat
- Robotica
- Spojrzenie w Przyszłość
- Człowiek, który przetrwa wszystko (obecnie na Discovery World)
- Krytycznym Okiem
- Wielkie Pytania
- Jurassica
- Sci-Trek
- Pogromcy mitów
- Gadget Show
- Jak działa wszechświat?
- Wyjaśnić Niewyjaśnione
- Naukowy zawrót głowy
- Skąd się to bierze

## Logo
| Okres                                       | Opis | Logo |
| ------------------------------------------- | --- | ---- |
| 7 czerwca 1999 – 31 marca 2003              | Logo Discovery, a pod spodem napis „SCI-TREK”. |      |
| 1 kwietnia 2003 – 31 marca 2008             | Logo Discovery, a pod spodem napis „science”. |      |
| 1 kwietnia 2008 – 30 października 2012      | Szary kwadrat z dużą literą „S” i małą literą „c”, obie litery w kolorze białym, a po prawej stronie szary napis „discovery science”.                                                                       |      |
| 31 października 2012 – 15 października 2017 | Czarny kształt z literami „SCI”, a także pod nim i po prawej stronie szary napis „Discovery” i żółty napis „Science”.                                                                                       |      |
| od 16 października 2017                     | Logo „Discovery Science” w kolorze białym, błękitnym, zielonym, czarnym i pomarańczowym, litery „SCI” w słowie „SCIENCE”, obie litery w kolorze białym na błękitnym, zielonym, czarnym i pomarańczowym tle. |      |

## Oglądalność
Wszyscy 4+:
|      | styczeń | luty   | marzec | kwiecień | maj    | czerwiec | lipiec | sierpień | wrzesień | październik | listopad | grudzień | cały rok |
| ---- | ------- | ------ | ------ | -------- | ------ | -------- | ------ | -------- | -------- | ----------- | -------- | -------- | -------- |
| 2020 | 0,193%  |        | 0,200% | 0,219%   | 0,184% | 0,226%   | 0,251% | 0,207%   |          |             |          |          |          |
| 2019 | 0,249%  | 0,249% | 0,205% | 0,204%   | 0,212% | 0,182%   | 0,198% |          | 0,159%   |             |          | 0,200%   | 0,200%   |
| 2018 | 0,23%   | 0,18%  | 0,21%  | 0,18%    | 0,21%  | 0,202%   | 0,221% | 0,235%   | 0,205%   | 0,215%      | 0,193%   | 0,244%   | 0,211%   |
| 2017 | 0,25%   | 0,25%  | 0,24%  | 0,23%    | 0,27%  | 0,26%    | 0,25%  | 0,28%    | 0,26%    | 0,24%       | 0,22%    | 0,23%    | 0,25%    |

## Dostępność
- Polsat Box – pozycja 75, 127, 611
- Platforma Canal+ – pozycja 139
- Orange – pozycja 452
- UPC Polska – pozycja 377
- Korbank/Avios – pozycja 308